# Cristieana Cojocaru
Cristieana Cojocaru-Matei, romunska atletinja, * 2. januar 1962, Cujmir, Romunija.
Nastopila je na poletnih olimpijskih igrah leta 1984 ter osvojila bronasto medaljo v teku na 400 m z ovirami. Na svetovnih dvoranskih prvenstvih je osvojila naslov prvakinje v teku na 800 m leta 1985, na evropskih dvoranskih prvenstvih pa srebrno in dve bronasti medalji v isti disciplini.